# Christian Wörns
Christian Wörns (* 10. května 1972 Mannheim, Západní Německo) je bývalý německý fotbalista. Hrál na pozici středního obránce a svou dobu nastupoval i za německou reprezentaci. Většinu kariéry má spojenou s dvěma německými kluby – Bayer 04 Leverkusen a BV Borussia Dortmund.

## Klubová kariéra
Do velkého fotbalu vstoupil ve dresu SV Waldhof Mannheim, za nějž v nejvyšší německé Bundeslize debutoval 9. září 1989 v zápase se St. Pauli ve věku něco málo přes 17 let. I v roce 2019 patří mezi desítku nejmladších debutantů v nejvyšší německé soutěži.
Od roku 1991 do roku 1998 hrál za Leverkusen vedle hráčů jako byli Jens Nowotny nebo Markus Happe. O rok později si na rok zahrál ve Francii za PSG, ale toto angažmá nepatřilo mezi úspěšné.
V létě 1999 přestoupil do Borussie Dortmund. V srpnovém předkole Ligy mistrů pomohl Wörns k postupu přes český klub FK Teplice. Wörns odehrál obě utkání celá a BVB obě utkání opanovalo výsledkem 1:0.
Byl pravidelným členem základní sestavy, která v ročníku 1999/2000 dosáhla pouze na 11. místo, a to i díky dlouhé sérii porážek mezi březnem a dubnem. Gólově se prosadil během 17. kola, když z pozice defenzivního záložníka zvýšil na 4:0 v domácím utkání s berlínskou Herthou.
Během ročníku 2000/01 pomohl ke třetímu místu v ligové tabulce.
Wörns měl zásadní podíl na ligovém titulu v sezóně 2001/02, kdy byl jeho partnerem ve stoperské dvojici obvykle Christoph Metzelder. Nastoupil do 29 klání Bundesligy a v nich vstřelil 2 branky. V předposledním 33. ligovém kole proti Hamburku byl vyloučen ve 42. minutě po druhé žluté kartě, kterou dostal deset minut po té první. Přesto Dortmund přestřelku zvládl 4:3 díky 2 gólům Amorosa a dalším gólům Rosického a Kollera.
Do závěrečného a rozhodujícího utkání s Werderem Brémy proto nemohl zasáhnout, jeho spoluhráči i bez něj zvítězili 1:0 a uzmuli titul jeho bývalému klubu, Leverkusenu.
Ve stejné sezóně nastoupil BVB do bojů v rámci Ligy mistrů a Wörns byl pilířem obrany i tam. BVB ze skupiny nepostoupilo dále a přesunulo se do Poháru UEFA. Wörns dopomohl BVB k postupu do finále, zahrál si rovněž ve čtvrtfinálovém dvojzápase se Slovanem Liberec. Ve finále nezabránil porážce proti nizozemskému Feyenoordu 2:3.
Během ročníku 2002/03 Dortmund titul neobhájil a skončil v lize třetí. Wörns odehrál 30 zápasů v Bundeslize a dalších deset si přičetl v rámci Ligy mistrů. Další sezónu se BVB umístilo až na 6. místě, v předkole Ligy mistrů nestačilo na belgické Bruggy. V tomto období se Borussia začala zmítat v hospodářských potížích, Wörns ale přistoupil na snížení platu.
Za Dortmund hrál i další sezóny, ligového titulu se však již znovu nedočkal. Poslední roky v BVB byl také kapitánem. V roce 2008 ukončil aktivní kariéru.

## Reprezentační kariéra
Reprezentační debut si odbyl 22. dubna 1992 v přátelském zápase proti Československu. Kouč Berti Vogts Wörnse nechal na hřišti po celý zápas, který skončil remízou 1:1.
Evropský šampionát v roce 1996 byl nucen vynechat kvůli zranění kolena.
Na mistrovství světa 1998 patřil k oporám Německa. Během čtvrtfinálového utkání s Chorvatskem byl ale ve 40. minutě vyloučen, když faulem zabránil brejku útočníka Dada Prša. Zápas, ve kterém Němci postupně získávali převahu, se otočil ve prospěch Chorvatů, kteří třemi góly zápas rozhodli ve svůj prospěch.
Zúčastnil se Konfederačního poháru 1999, kde byl v základní sestavě ve všech třech zápasech ve skupině, Německo ale dále nepostoupilo.
Během kvalifikace na MS 2002 se v zahajovací sestavě objevoval pouze střídavě. Trenér Rudi Völler Wörnse postavil do obrany v domácím utkání proti Anglii v předposledním kole kvalifikace. Ačkoliv se Němci dostali brzkým gólem Carstena Janckera do vedení, Anglie stihla do poločasu srovnat na 1:1. Wörnse v poločasové přestávce vystřídal útočník Gerald Asamoah, Německo ale ve druhé půlce inkasovalo čtyři góly a prohrálo 1:5. Poslední skupinový zápas s Finskem Wörns opět odehrál celý, avšak zápas skončil remízou 0:0 a Německo proniklo na MS až přes baráž proti Ukrajině. V té si Wörns ale nezahrál a na mistrovství světa se kvůli zranění kolena nedostal.
Wörns se objevil v konečné nominaci na EURO 2004, které se konalo v Portugalsku. Všechny tři skupinové zápasy odehrál celé, po remízách s Nizozemskem a Lotyšskem a prohře s reprezentací ČR se však Němci s turnajem rozloučili. Sám Wörns měl v zápase s Nizozemskem dvě dobré příležitosti, byl to navíc on, kdo neuhlídal soupeřova kanonýra van Nistelrooye a dovolil mu srovnat na konečných 1:1.
Před světovým šampionátem v roce 2006, který se konal v Německu, byl 34letý Wörns pro trenéra Jürgena Klinsmanna pouze záložní volbou. Wörns Klinsmanna za toto zkritizoval, za což byl vyřazen z nominace a jeho kariéra v národním mužstvu tak byla u konce.

## Úspěchy
Bayer Leverkusen
- Bundesliga
  - 2. místo (1996/97)
- DFB-Pokal
  - 1. místo (1992/93)

Paris Saint-Germain
- Trophée des champions
  - 1. místo (1997/98)
- Coupe de la Ligue
  - 1. místo (1997/98)

Borussia Dortmund
- Bundesliga
  - 1. místo (2001/02)

Německo
- Mistrovství Evropy
  - 2. místo (1992)